# 2022 في الأردن
فيما يلي قائمة بأهم الأحداث التي وقعت خلال عام 2022 في الأردن:
- 2 أبريل 2022: الأمير حمزة بن الحسين يتخلى عن لقب الأمير.
- 19 مايو 2022: الديوان الملكي الهاشمي يوافق على توصية المجلس المشكل بموجب قانون الأسرة المالكة بتقييد اتصالات الأمير حمزة وإقامته وتحركاته.
- 6 يونيو 2022: الديوان الملكي الأردني يعلن خطبة الأميرة إيمان ابنة العاهل الأردني الملك عبد الله الثاني.
- 15 يوليو 2022: الأردن يشارك في قمة جدة للأمن والتنمية ممثلا بالعاهل الأردني الملك عبد الله الثاني.
- 20 يوليو 2022: الأردن يتحفظ مبدئيا على المواد 14/20/21 من اتفاقية حقوق الطفل والمتعلقة بحق تغيير الدين والتبني.
- 23 يوليو 2022: انعقاد المؤتمر الأول للمرأة الأردنية المغتربة.
- 25 يوليو 2022: مشاركة الأردن في القمة العالمية لمنظمة «شباب دول عدم الانحياز» المنعقدة في العاصمة الأذربيجانية.

## وفيات
- 3 فبراير 2022: عدنان أبو عودة، وزير ورئيس الديوان الملكي الهاشمي الأسبق.[1]
- 10 أبريل 2022: حازم نسيبة، وزير الخارجية الأسبق.[2]

- 1 مايو 2022: محي الدين الحسيني، وزير المواصلات الأسبق وعضو مجلس الأعيان.[3]
- 9 مايو 2022: أحمد آل خطاب، وزير الزراعة الأسبق.[4]